# カタベガイダマシ科
カタベガイダマシ科（Modulidae）は、腹足類の分類 (ブシェ&ロクロワ2005年)によると、新生腹足類、吸腔類のオニノツノガイ上科に分類される小型の海産の巻貝の科。全世界で20種たらずが知られる小さな科である。

## 形態
本科より先行する古腹足類は左右対称の体の構造をもつが、古腹足類から新生腹足類として淡水性または陸性のリンゴガイ、ヤマタニシ、タニシが分化したのち、オニノツノガイ上科 Cerithioidea なかで海水に棲む科として最初に分化したことが示唆されている。鰓下線はひとつになり大きい。右腎臓は無くなり左腎臓のみとなり、その後ろに囲心嚢がある。雌雄異体で、メスは立派な輸卵管 oviductをもつ。オスの精子はタニシ同様に2種類の多型（精莢と精子）があってペニスは持たない。柄の中ほどに眼がある。
貝殻は、オニノツノガイ上科 Cerithioideaの中ではめずらしく螺塔が低い。幼貝やTrochomudulus属では螺塔が円錐形でやや高く尖り、オオタニシの若貝と似た外観。唯一太平洋産のカタベガイダマシは螺塔が尖らずに平坦でカタベガイを思わせるような形をしている。いずれの種も殻口の軸唇下端に牙状の突起がある。フタは薄く角質で円形、多旋型。

## 生態
草食性で褐藻類やデトリタスをかじり採るほか、海水の吸入・濾過排出により珪藻などの微生物も餌とする。Modulus 属は海藻の上に棲み、メスは多数のカプセル状の卵が入った卵嚢を産む。アオガザミ属 Callinectes のカニやアメリカチヌ属 Archosargus の魚類に捕食されることがある。外敵が近づくとツイスト運動をするが威嚇行動と考えられる。Indomodulus 属は潮間帯の岩礁やサンゴ上に棲む。

## 分類
オニノツノガイ上科の中では、スナモチツボ科 Scaliolidae や、トゲカワニナ科 Thiaridaeおよびカワニナ科 Pleuroceridae などの淡水性の貝に分類上は近いことが、近年の遺伝子の研究により分かっている。
本科の種は従来 Modulus 1属に分類されていたが、2014年に以下の4属に分割された。
- Conomodulus Landau, Vermeij & Reich, 2014

Conomodulus neocaledonensis Lozouet & Krygelmans, 2016 (ニューカレドニア産)のみが分類される。
- Indomodulus Landau, Vermeij & Reich, 2014

Indomodulus tectum (Gmelin, 1791) カタベガイダマシ (インド-太平洋産)のみが分類される。
- Modulus Gray, 1842

Modulus modulus (Linnaeus, 1758) セイヨウカタベガイダマシ（属のタイプ種）など熱帯アメリカ両岸産の10数種が分類される。
- Trochomodulus Landau, Vermeij & Reich, 2014

Trochomodulus catenulatus (Philippi, 1849) コマガタカタベガイダマシ（属のタイプ種）など熱帯アメリカ両岸産の3種が分類される。